# François-Nicolas Mouchet
Pour les articles homonymes, voir Mouchet (homonymie).
 (juillet 2021).
François-Nicolas Mouchet, né le 10 février 1750 à Gray est mort le 10 février 1814, est un peintre français.

## Biographie
Son père, avocat du roi au bailliage de Gray, voulut faire suivre la carrière du barreau à Mouchet qui, préférant celle des arts, abandonna l’étude du droit et vint de bonne heure étudier la peinture à Paris, où il prit des leçons de son compatriote Devosge et de Greuze. En 1776, il remporta le premier prix à l’Académie.
Les besoins de sa fortune le déterminèrent à adopter le genre de portrait en miniature. Il y eut du succès, mais il prit, par la suite, le genre historique, et fut employé par le gouvernement. La Révolution ayant éclaté, les événements l’arrachèrent momentanément à son atelier. Il embrassa avec chaleur les principes des premiers réformateurs et devint membre de la municipalité de Paris, puis fut nommé juge de paix d’une des sections de Paris.
En 1792, il fut envoyé commissaire en Belgique, pour la désignation des objets d’art qui devaient être apportés à Paris pour augmenter les collections françaises. Sa mission terminée, il revint à Paris, les mains pures de toute dilapidation. Les excès de 1793 le révoltèrent, et la liberté avec laquelle il exprima son indignation le rendit suspect. Emprisonné quinze mois à La Force, il trouva des ressources dans ses talents, et ne recouvra la liberté qu’à la chute de Robespierre. Il se hâta de retourner, en 1794, dans sa ville natale, s’y consacrant exclusivement à la pratique de son art. Il y fonda, à ses frais, une école de dessin, et s’attacha à inspirer à ses élèves le gout de l’antique, à la façon de David, qu’il regrettait de ne n’avoir pu étudier dans sa jeunesse. Le 15 messidor an IV, il fit l’acquisition du château de Champtonnay et ses dépendances.
Ses portraits se distinguent par une touche large et vigoureuse. On connait de lui un grand nombre de portraits et de petits sujets gracieux, ainsi que deux compositions, les deux plus remarquables de ses ouvrages, exposées au salon, représentant l’Origine de la peinture, le Triomphe de la justice, qui furent exposés au Louvre. Le Larcin d’amour, l’Illusion, le Coucher et plusieurs de ses portraits ont fait l’objet de gravures.

## Œuvres
- Sauvetage en Saône, huile sur toile, 139 x 195 cm, Gray (Haute-Saône), musée Baron-Martin ;
- Portrait du Docteur Petit (Claude, Gabriel, Pierre), 1812, huile sur bois, 33 x 25 cm, Gray (Haute-Saône), musée Baron-Martin ;a ouais suée
- Autoportrait, huile sur bois, vers 1785, 15 x 15 cm, Gray (Haute-Saône), musée Baron-Martin ;
- Les chagrins de l'enfance, XVIIIe siècle, photogravure couleur, 14 x 11 cm; Gray, musée Baron-Martin.

## Sources
- Antoine-Alexandre Barbier, Louis Barbier, Paulin Pierre de Champrobert, Dictionnaire historique, ou Biographie universelle classique, t. 8, Paris, Charles Gosselin, 1827, 2304 p., p. 2103.
- Charles Gabet ; Louis Charles Deschamps, Dictionnaire des artistes de l'école française au XIXe siècle, Paris, Madame Vergne, 1831, p. 505.
- A.-V. Arnault, A. Jay, É. Jouy, J. Norvins, Nouvelle Biographie des contemporains, ou Dictionnaire historique et raisonné de tous les hommes qui, depuis la Révolution française, ont acquis de la célébrité par leurs actions, leurs écrits, leurs erreurs ou leurs crimes, soit en France, soit dans les pays étrangers, t. 14, Paris, Librairie historique, 1824, p. 199.
- Charles Weiss, Biographie universelle, t. 4, Paris, Furnes et Cie, 1841, p. 312.